# Vallée du Zeller
La vallée du Zeller est une vallée à l'extrémité nord de la forêt de Bavière.

## Géographie
La vallée s'étend de Bodenmais au nord-ouest par Drachselsried, Arnbruck et Traidersdorf jusqu'à la vallée du Weißer Regen près de Bad Kötzting. La Staatsstraße 2132 relie Kötzting à Langdorf.
Le Kaitersberg (1 133 m) et le Großer Arber (1 456 m) s'élèvent au nord-est, au sud-ouest le Weigelsberg (898 m) et, dans le prolongement de la vallée, le Kronberg (984 m).
Les sources du Haberbühlbach se trouvent à Mais. Il coule à travers la vallée jusqu'à Drachselsried et se jette dans le Röhrlbach venant du nord, originaire de Hötzelsried, jusqu'à l'Asbach. Ce dernier coule à travers une vallée latérale au sud jusqu'au Schwarzer Regen. Les sources du Gruberbach sont au nord d'Arnbruck. Il continue à travers la vallée jusqu'à Bad Kötzting, où il se jette dans le Weißen Regen.